# Назаров, Юрий Александрович
Юрий Александрович Назаров (род. 22 августа 1940, село Жадинское, Гаврилово-Посадский район, Ивановская область) — Народный учитель Российской Федерации (2001), Заслуженный учитель РСФСР (1984), профессор, кандидат педагогических наук. Награждён орденами «За заслуги перед Отечеством» IV степени (2011), Трудового Красного Знамени (1990), ««Знак Почёта» (1976), орденом им. «А. С. Макаренко». Почётный профессор Волгоградского государственного архитектурно-строительного университета.

## Биография
Юрий Александрович родился 22 августа 1940 года в селе Жадинское Гаврилов-Посадского района Ивановской области. Александр Иванович Назаров, отец Юрия Назарова погиб в Великую Отечественную войну под Москвой. Дарья Ивановна Назарова, мама Юрия Александровича, удостоена звания «Мать Героиня» за воспитания восьмерых детей.
В 1955 году Юрий Александрович Назаров поступил в Ивановский коммунально-строительный техникум. В 1958 году участвовал в освоении целинных земель в Казахстане. Техникум окончил с отличием — (1959).
Поступил в Волгоградский институт инженеров городского хозяйства, который окончил в 1964 году. Студентом работал каменщиком, мастером строительного управления N 7 треста «Волгоградстрой». Юрий Александрович был секретарём комсомольской организации факультета и комитета комсомола института. Работал заведующим отделом студенческой молодежи Волгоградского обкома ВЛКСМ.
В 1966 году Юрий Назаров был делегатом 1-го Всесоюзного слёта студенческих строительных отрядов в Москве, также в 1979 году был делегатом 2-го Всесоюзного слёта в Алма-Ате. Удостоен 11 наград ЦК ВЛКСМ, в том числе двух Почетных знаков ВЛКСМ. После окончания института служил в рядах Советской Армии.
Работу в комсомоле Юрий Александрович сочетал с преподавательской деятельностью, был ассистентом, старшим преподавателем кафедры сопротивления материалов Волгоградского института инженеров городского хозяйства.
С 1973 года по 2016 год Юрий Александрович работал директором Волгоградского технического колледжа. Ю. А. Назаров являлся профессором и директором Волгоградского филиала Международного славянского института, который открыл в 1994 году на базе колледжа, активно отстаивая идею интеграции высшей и средней профессиональных школ, как ресурсо сберегающий технологии в образовании
Опубликовал более 50 работ по проблемам развития средней профессиональной школы, педагогической науки и практики, соавтор и редактор 17 брошюр, проспектов, видеофильмов. Назаров Ю. А. автор книг «Основы менеджмента», «Полвека на священной земле», «Жизнь в мгновениях» (об истории коллективов учебных заведений), «Будущее взрастает сегодня». Опыт Юрия Александровича и коллектива Волгоградского технического колледжа был обобщён в научно-методических плакатах, получивших распространение во всех высших и средних профессиональных учебных заведениях России.
В декабре 1988 года — делегат съезда работников народного образования. На съезде Назаров Ю. А. выступил со своей платформой перестройки средней профессиональной школы. Как член редакционной комиссии участвовал в выработке резолюции и других документов съезда.
1989 год — представитель педагогической общественности региона на Всесоюзной встрече педагогов-новаторов средней специальной школы в Москве, где был избран, а позднее утверждён приказом Гособразования СССР председателем Всесоюзного Совета педагогов-новаторов средней специальной школы.
Избирался народным депутатом районного, городского и областного советов народных депутатов многих созывов. Юрий Александрович проработал 20 лет председателем совета директоров средних профессиональных учебных заведений Волгоградской области. Юрий Александрович Назаров многократно избирался членом президиума Союза директоров ССУЗ России, членом федерального совета по среднему профессиональному образованию, членом редколлегии журнала «Среднее профессиональное образование», журнала «Специалист». Являлся членом коллегии комитета по образованию Администрации Волгоградской области,
В июне 1998 года — делегат VII-го Всеславянского съезда в Праге. Совершал поездки в зарубежные страны. Юрий Александрович знакомился с системой образования Китая, США, Финляндии, Германии, Турции, Чехословакии, Кубы.
Назаров Ю. А. в 1997 году принимал в колледже миссию группы европейских экспертов по образованию международной Организации сотрудничества и развития (ОЭСР), которая положительно оценила опыт развития учебного заведения.
Юрий Александрович — победитель Всероссийского конкурса «Менеджер года — 2003», Всероссийского конкурса «Лидер среднего профессионального образования — 2003» в номинации: «Директор — лидер — лучший автор книги о системе профессионального образования России», победитель Всероссийского конкурса «Лидер СПО — 2004», лауреат Всероссийских конкурсов"100 лучших ссузов России" в номинациях: «Директор года — 2007, 2009, 2010, 2013, 2014».
Юрию Александровичу Назарову первому в истории отечественного профессионального образования было присвоено высокое звание «Народный учитель Российской Федерации» (2001).
Жизненный принцип Юрия Александровича: «Учитель обязан заслужить профессиональное и моральное право сказать своему ученику: Делай, как я».

## Семья
Супруга — Назарова Елена Николаевна. Дочери: Татьяна Юрьевна, Светлана Юрьевна. В семье Назаровых два внука — Владислав и Алексей, две внучки — Вероника и Софья, правнук Юрий и правнучка Мария.

## Награды и звания
- Орден «За заслуги перед Отечеством» IV степени (8 июля 2011 года) — за заслуги в области образования и многолетнюю плодотворную деятельность[2]
- Орден Трудового Красного Знамени (1990 год)
- Орден «Знак Почёта» (1976 год)
- Орден им. «А. С. Макаренко»
- Орден «Почётный гражданин России» (2008 год)
- Золотая медаль ВДНХ СССР (1988 год)
- Медаль «За доблестный труд. В ознаменование 100-летия со дня рождения В. И. Ленина» (1970 год)
- Медаль «Ветеран труда» (1988 год)
- Народный учитель Российской Федерации (22 марта 2001 года) — за выдающийся вклад в отечественное образование и многолетний добросовестный труд[3]
- Заслуженный учитель школы РСФСР (1984 год)
- Почётный работник среднего профессионального образования России (1998 год)
- Награждён значком Минвуза СССР «За отличные успехи в среднем специальном образовании СССР» (1985 год)
- Диплом (Diploma di Merito) Золотая Европейская медаль за выдающиеся вклад в науку и образование (2016 год)